# Feliks Jasieński
Feliks Jasieński herbu Dołęga, pseudonim „Manggha”, „Felix”, „Globtrotter”, „Szczęsny Dołęga” (ur. 8 lipca 1861 w Grzegorzewicach, zm. 6 kwietnia 1929 w Krakowie) – polski krytyk i kolekcjoner sztuki.

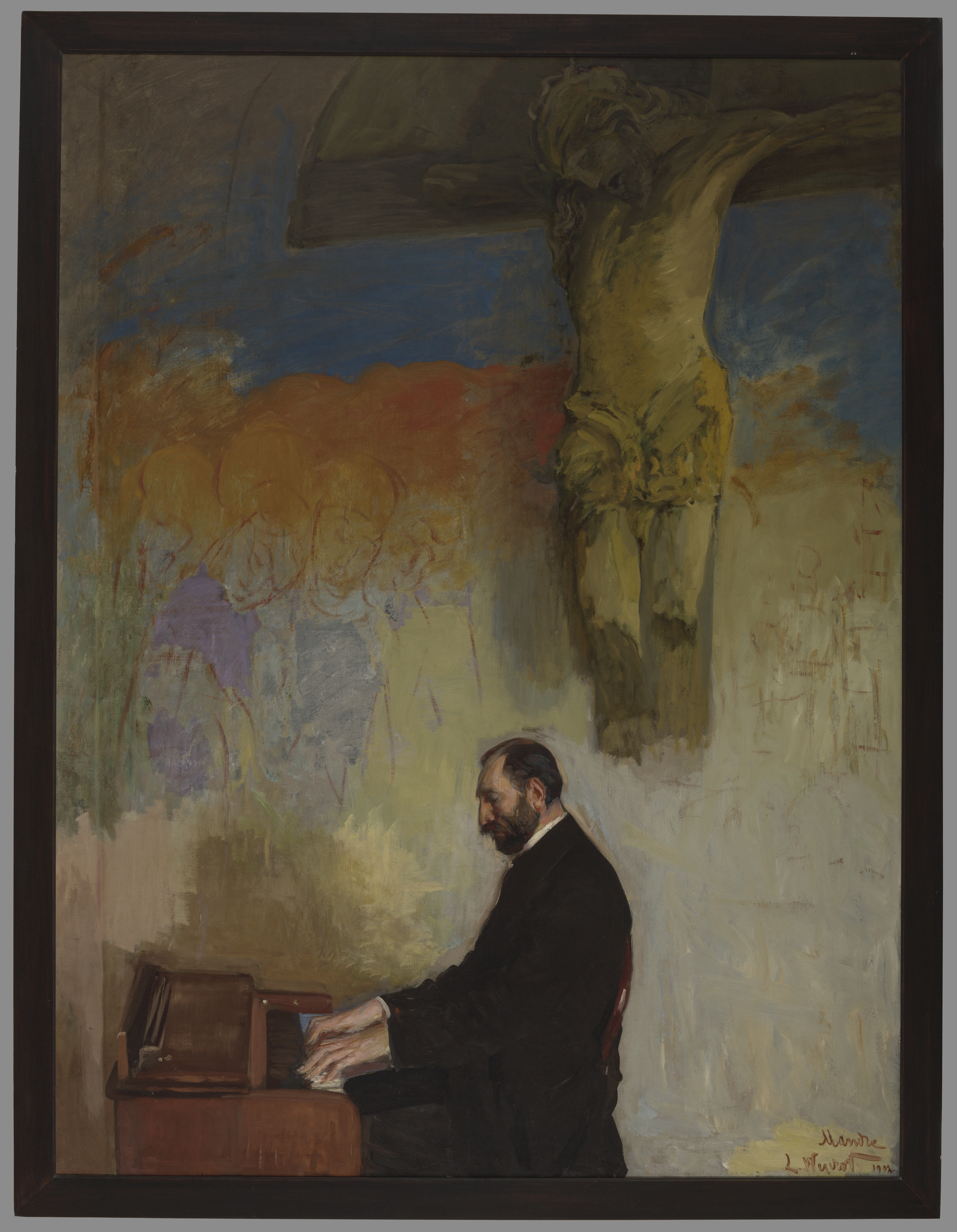
Leon Wyczółkowski, Portret Feliksa Jasieńskiego przy organach, 1902, Muzeum Narodowe w Krakowie

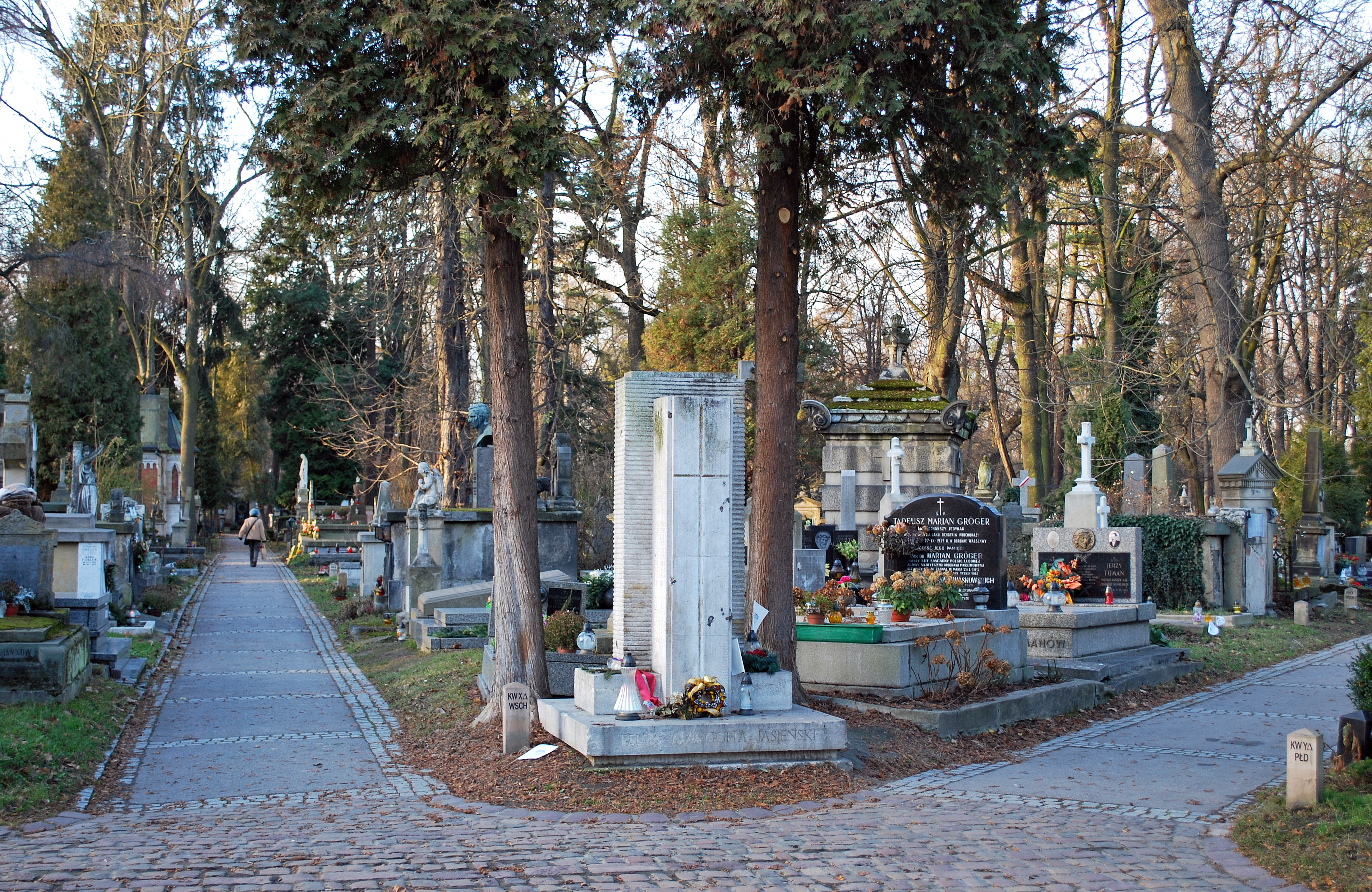
Grób Jasieńskiego na cmentarzu Rakowickim (2014)

## Życiorys
Potomek rodziny Jasieńskich – uczestników Sejmu Czteroletniego, jednej z najbardziej zamożnych i wpływowych rodzin ziemiańskich w sandomierskiem w XIX wieku. Jego edukacja przebiegała burzliwie. W V Gimnazjum Męskim powtarzał czwartą klasę. Szkołę ukończył, nie podchodząc do egzaminów końcowych. Studiował w Dorpacie, jednak z powodu choroby oczu nie ukończył studiów. Odbył liczne podróże po Europie, Egipcie, Azji Mniejszej. W różnych okresach mieszkał w Warszawie, Krakowie i Lwowie. Obracał się w środowisku cyganerii krakowskiej. Brał udział w wieczorach Zielonego Balonika. Był współtwórcą Towarzystwa Miłośników Muzeum Narodowego.
Artykuły i eseje Jasieńskiego publikowane były w „Chimerze”, „Miesięczniku Literackim i Artystycznym”, „Lamusie” (był tam kierownikiem literackim), „Krytyce”, „Prawdzie”, „Świecie”, „Wędrowcu”. Jest on również autorem wydanego w 1901 zbioru esejów zatytułowanego Manggha. Promenades á travers les mondes, l'art et les idées. Razem z Adamem Cybulskim-Ładą wydał w 1904 album Sztuka polska. Malarstwo.
Pseudonim Manggha, używany przez niego najczęściej, pochodzi od tytułu zbioru drzeworytów japońskiego artysty Katsushiki Hokusai.
Liczne podróże zagraniczne pozwoliły mu zapoznać się z najnowszymi prądami w sztuce i zebrać bogatą kolekcję sztuki japońskiej. Od 1888 przebywał w Warszawie, ale w 1901 przeniósł się do Krakowa, gdzie odegrał istotną rolę jako mecenas sztuki i promotor modernizmu. Jego zbiory, obejmujące m.in. grafikę i ceramikę europejską, kolekcję tkanin z Europy i Dalekiego Wschodu, liczne antyki oraz wspomnianą kolekcję japońską, inspirowały wielu artystów młodopolskich: Juliana Fałata, Leona Wyczółkowskiego, Józefa Mehoffera, Ferdynanda Ruszczyca, Wojciecha Weissa, Józefa Pankiewicza, Stanisława Witkiewicza i innych.
Feliks Jasieński był jedną z najbarwniejszych postaci krakowskiego życia artystycznego, w związku z czym stał się bohaterem wielu anegdot. Powiadano, że miał on przy drzwiach swojego mieszkania – zawsze pełnego gości – zawiesić narysowaną na kartonie wielką otwartą dłoń, którą w zastępstwie ręki gospodarza mieli obowiązek uścisnąć wszyscy odwiedzający. W ten sposób Manggha zyskiwał odrobinę spokoju. Charakterystyczna postać Jasieńskiego przyciągała uwagę wielu malarzy. Portretował go m.in. Leon Wyczółkowski. Obraz tego artysty przedstawiał na pierwszym planie Jasieńskiego grającego na fisharmonii, a w tle widać było średniowieczną rzeźbę „Chrystus na krzyżu” z jego zbiorów. Gdy portret ten pokazano Stanisławowi Wyspiańskiemu, miał on podobno powiedzieć: Tak, bardzo piękny obraz. Tylko wolałbym, żeby Chrystus grał, a Jasieński wisiał.
Jasieński początkowo planował przekazać swoje zbiory Muzeum Narodowemu w Warszawie, lecz z powodu napastliwych artykułów zamieszczonych w lokalnej prasie po wystawie jego zbiorów japońskich w pałacu Towarzystwa Zachęty Sztuk Pięknych, ostatecznie w 1920 zdecydował się podarować swoją kolekcję miastu Kraków z przeznaczeniem dla Muzeum Narodowego w Krakowie. Przekazał ok. 15 tys. eksponatów, w tym ok. 6,5 tys. o tematyce japońskiej, pod warunkiem, że będą udostępnione publiczności i będą stanowić nierozerwalną całość. Pełniąc rolę dożywotniego dyrektora przekazanych zbiorów, stale uzupełniał kolekcję.
2 maja 1924 został odznaczony Krzyżem Oficerskim Orderu Odrodzenia Polski „za zasługi, położone na polu pracy artystycznej”.
Został pochowany na cmentarzu Rakowickim w Krakowie, w kwaterze XΔ.
Po śmierci Jasieńskiego zbiory zostały umieszczone w kamienicy Szołayskich przy pl. Szczepańskim. Ze względu na trudne warunki lokalowe, były one udostępniane zwiedzającym jedynie fragmentarycznie, podczas wystaw okresowych. W czasie II wojny światowej wiele eksponatów zaginęło, m.in. ok. 500 drzeworytów. Po wojnie zbiory powróciły do magazynów kamienicy fundacji Szołayskich.
W 1987 roku Andrzej Wajda otrzymał Nagrodę Kioto, którą przeznaczył na wybudowanie Centrum Sztuki i Techniki Japońskiej „Manggha” w Krakowie. Tam też umieszczono zbiory Jasieńskiego.
W dzielnicy Bieżanów-Prokocim imieniem Feliksa Jasieńskiego nazwano jedną z ulic.

## Galeria

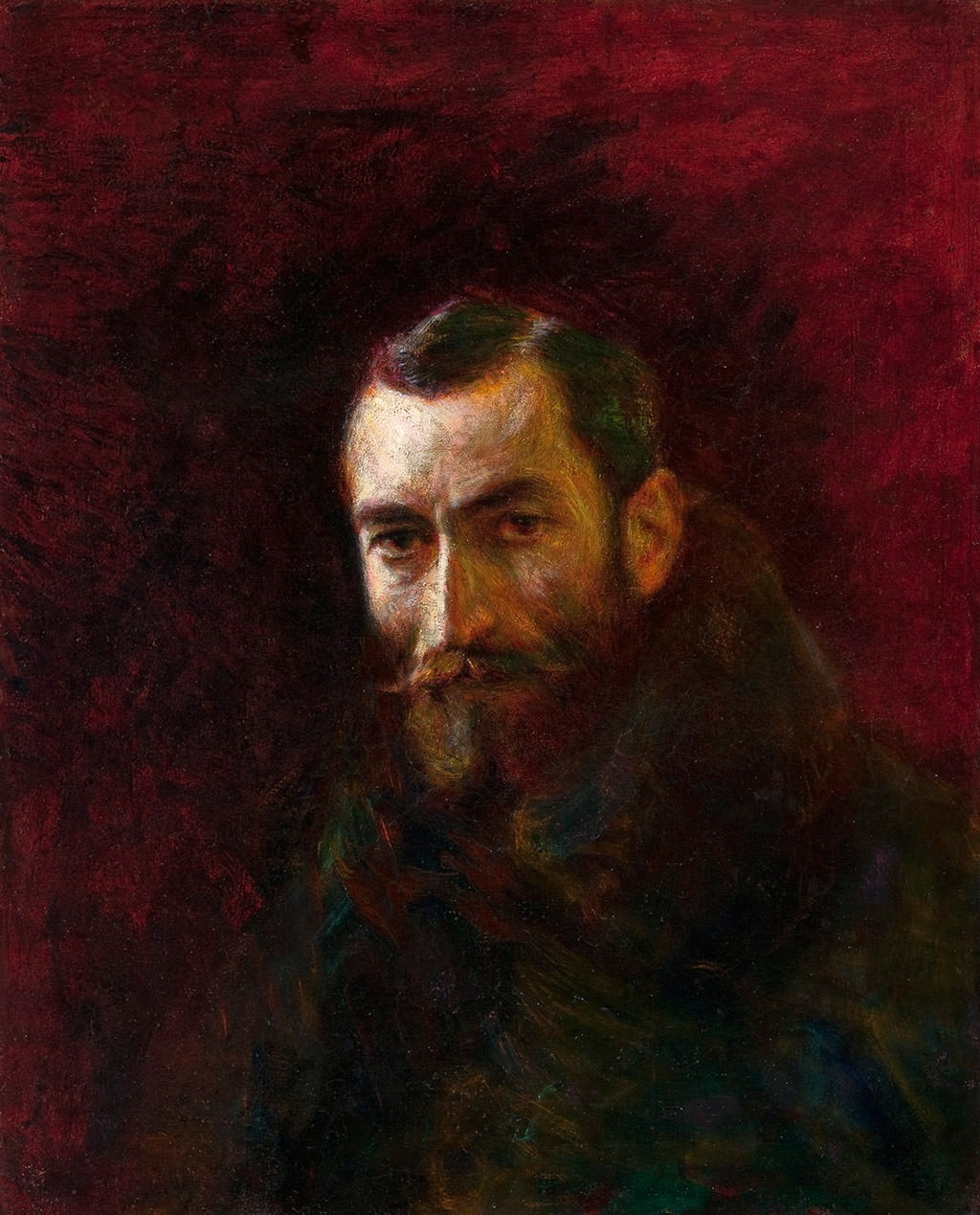
Władysław Podkowiński, Portret Feliksa Jasieńskiego, 1893, Muzeum Narodowe w Krakowie
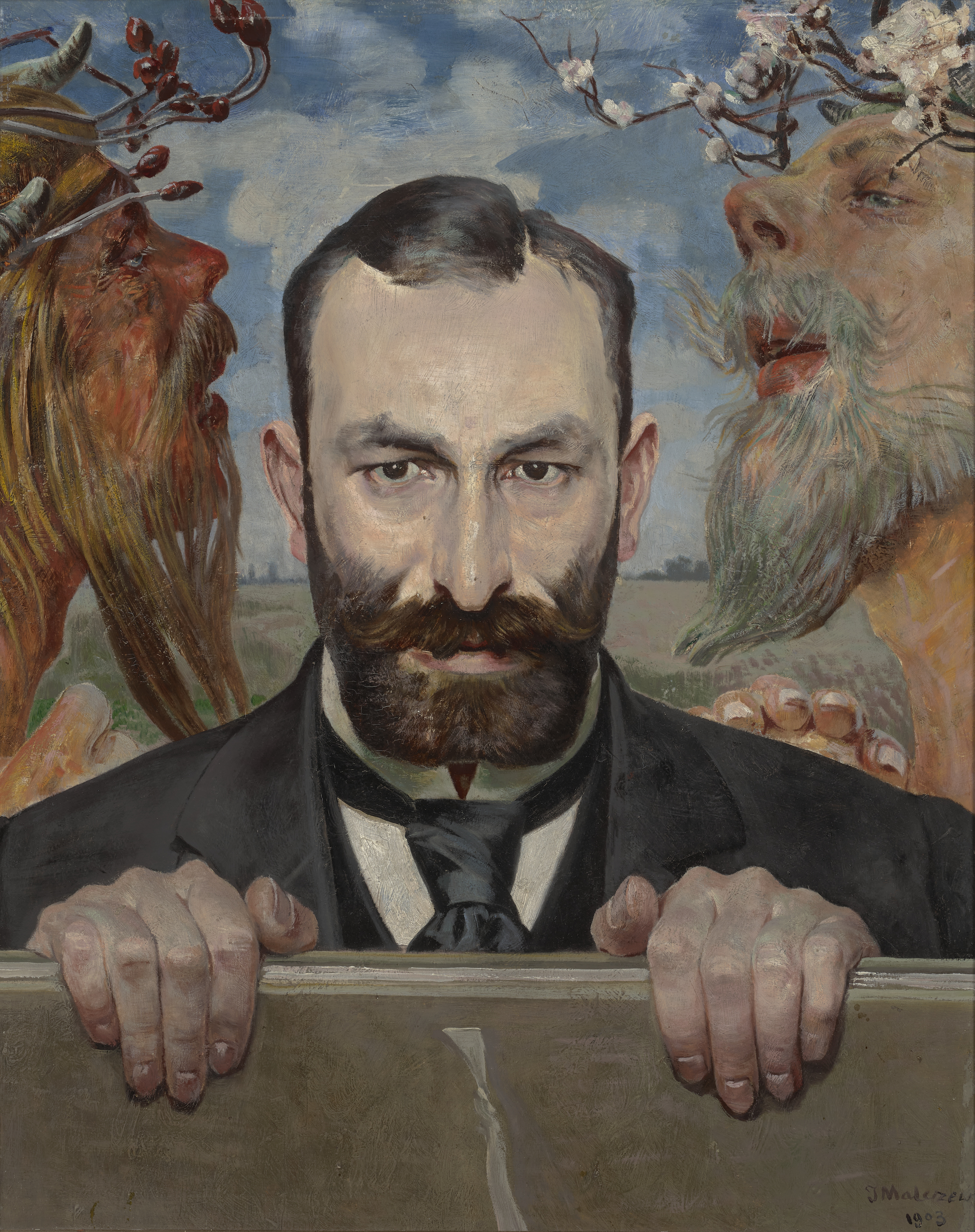
Jacek Malczewski, Portret Feliksa Jasieńskiego, 1903, Muzeum Narodowe w Krakowie
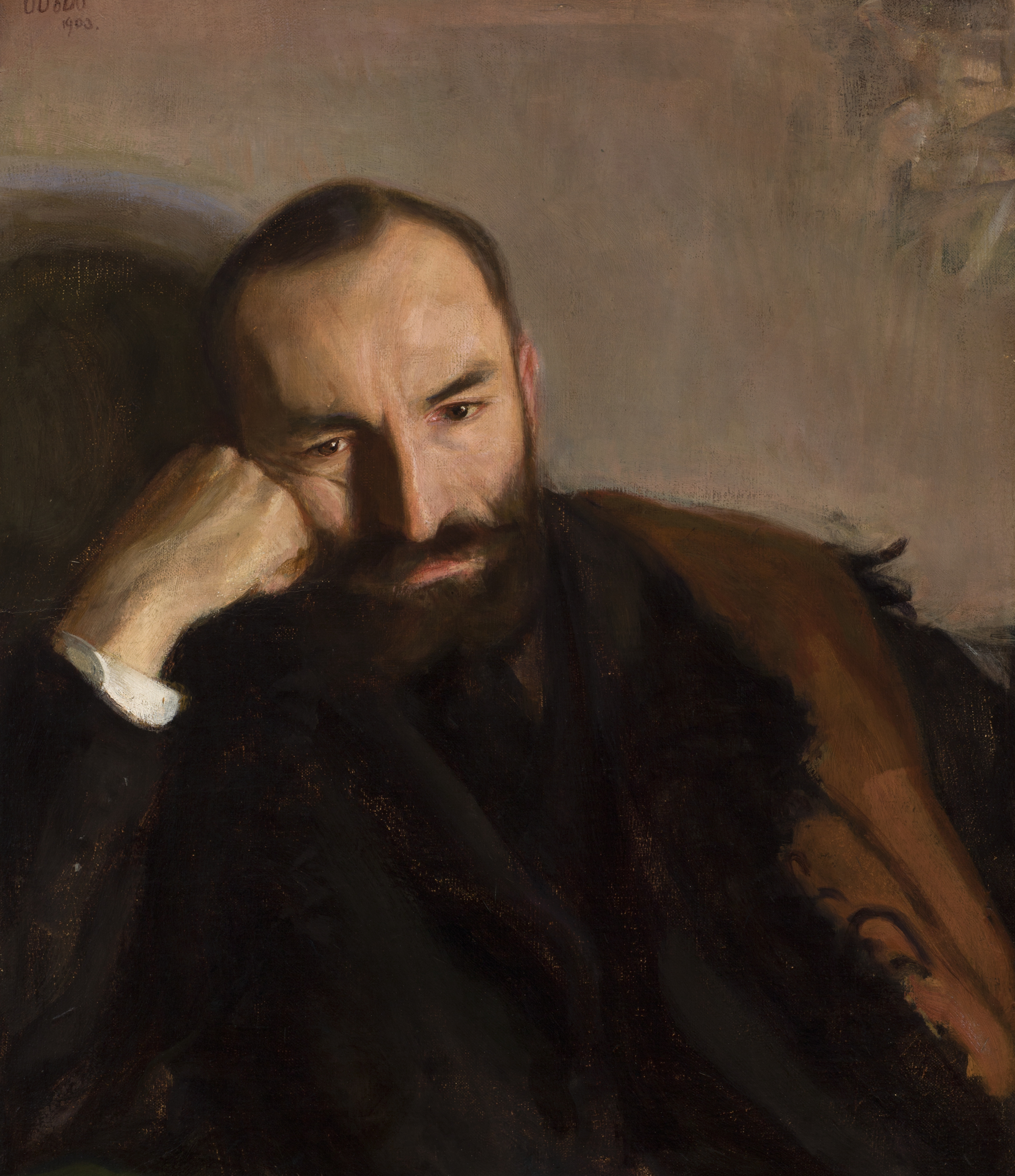
Wojciech Weiss, Portret Feliksa Jasieńskiego, 1903, Muzeum Narodowe w Krakowie
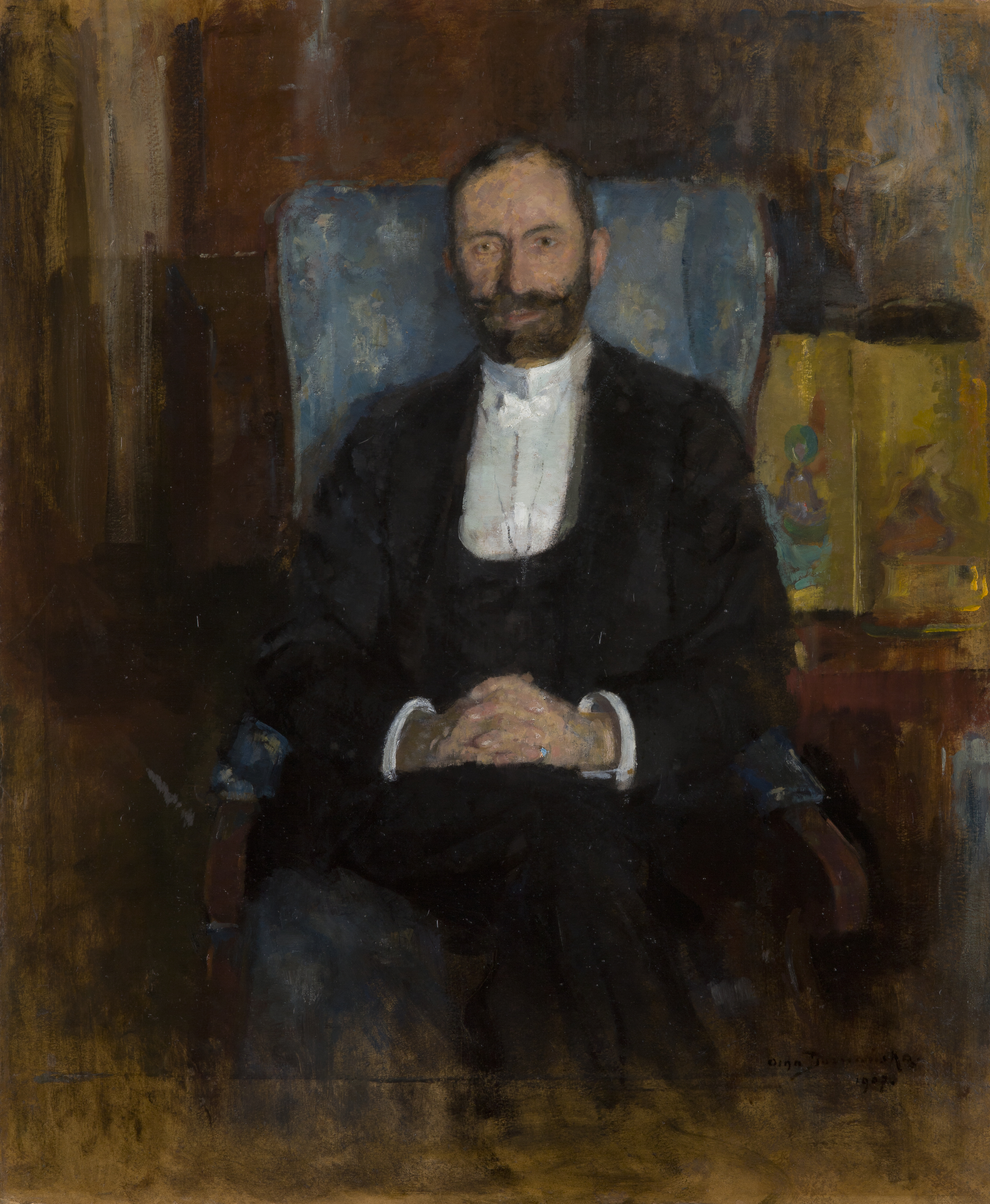
Olga Boznańska, Portret Feliksa Jasieńskiego, 1907, Muzeum Narodowe w Krakowie
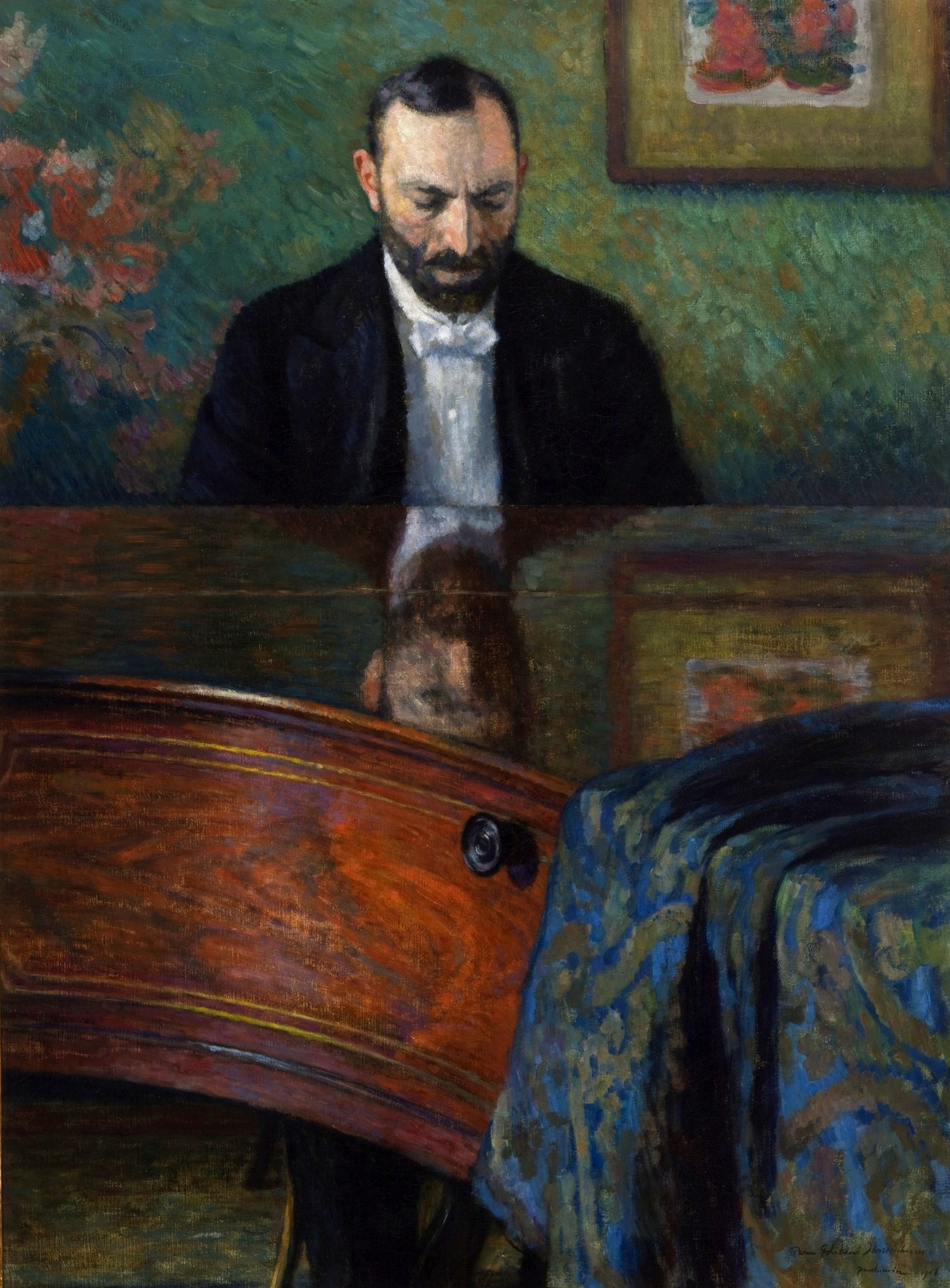
Józef Pankiewicz, Jasieński przy fortepianie, 1908, Muzeum Narodowe w Krakowie
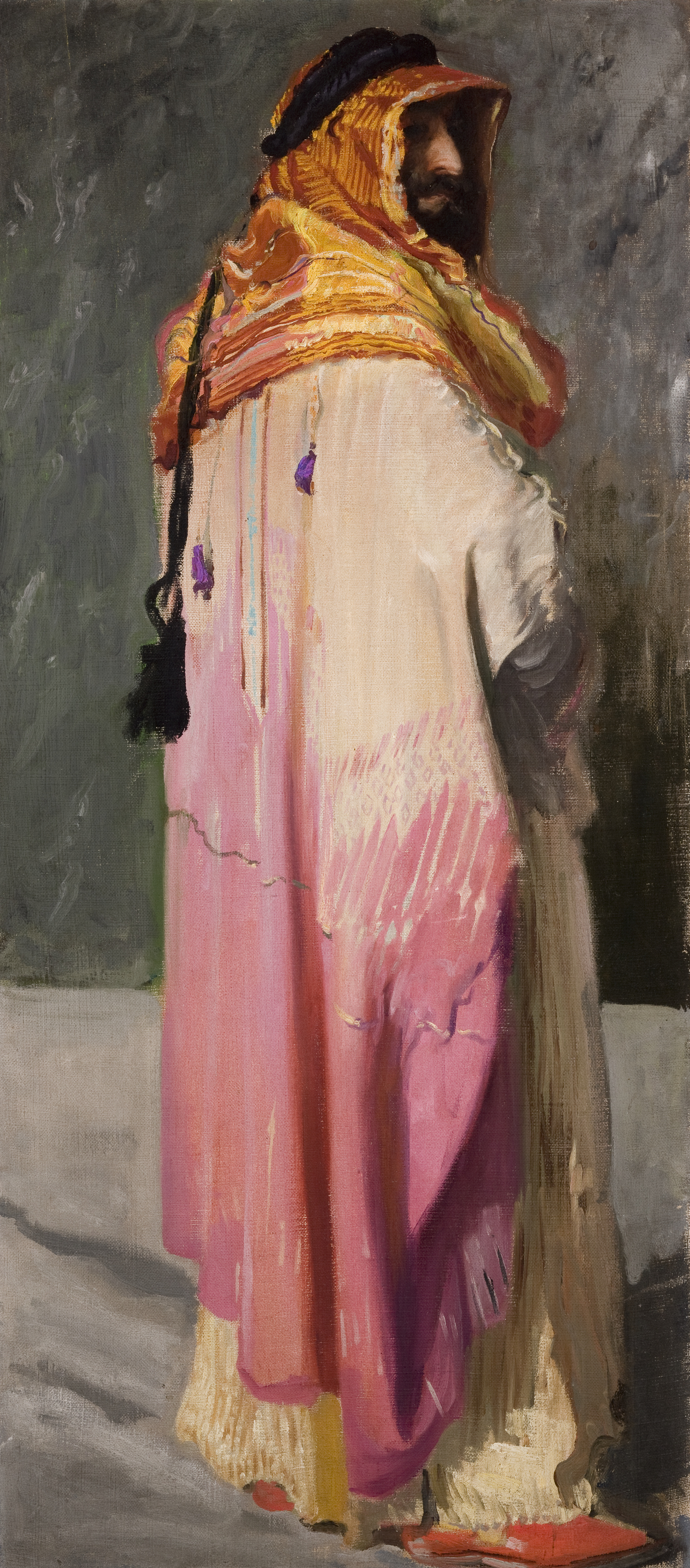
Leon Wyczółkowski, Portret Feliksa Jasieńskiego w stroju Beduina, między 1906-1910, Muzeum Narodowe w Krakowie
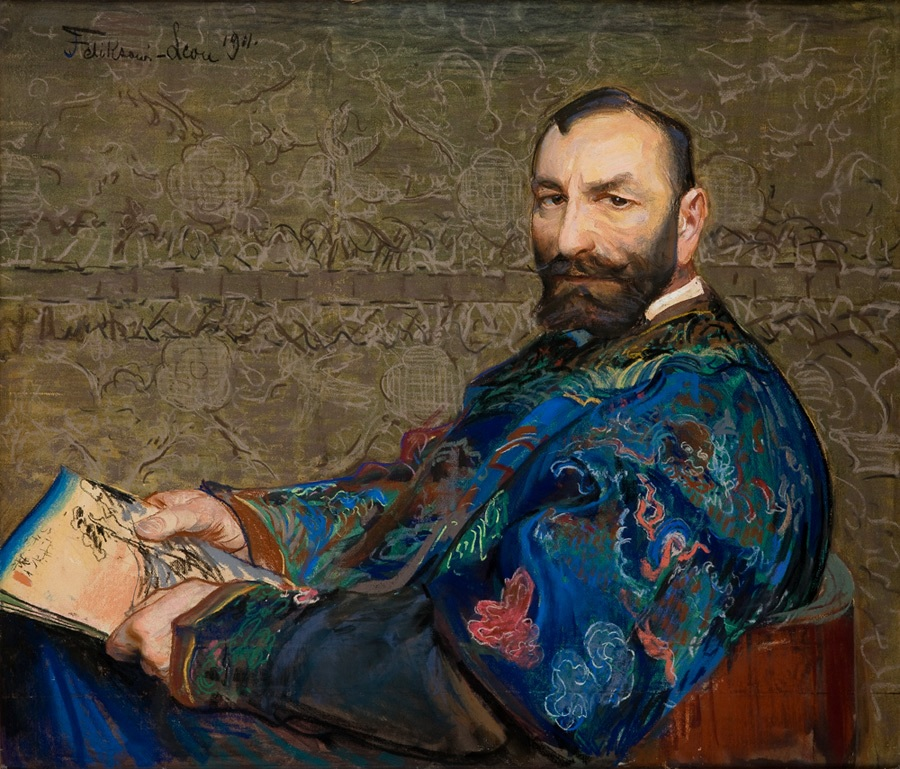
Leon Wyczółkowski, Portret Feliksa Jasieńskiego w niebieskim kaftanie, 1911, Muzeum Narodowe w Krakowie